# Bulbophyllum univenum
Bulbophyllum univenum är en orkidéart som beskrevs av Jaap J. Vermeulen. Bulbophyllum univenum ingår i släktet Bulbophyllum och familjen orkidéer.
Artens utbredningsområde är Sulawesi. Inga underarter finns listade i Catalogue of Life.